# Марымонт (станция метро)
«Марымонт» (пол. Marymont) (A19) — 17-я станция Варшавского метрополитена. Открыта 29 декабря 2006 года в составе участка «Плац Вильсона» — «Марымонт» (в режиме челночного движения). С 20 марта 2008 действует в режиме нормальной эксплуатации. Расположена на перекрестке аллеи Ю. Словацкого, улиц Попелушко и шоссе Армии Крайовой. Расстояние до станции «Плац Вильсона» 860 метров.

## Описание станции
Двухэтажная станция - платформа и галерея (также, как и станция «Двожец Гданьски»). Платформа шириной 10 м и длиной 120 м расположена между путями. На станции действуют 4 торговые точки, банкоматы и туалеты. Интерьер отделан гранитом, сталью, стеклом и алюминием, преобладают серебристый и синий цвета. Вдоль галереи, на 37-метровой стену молодые художники будут представят свои работы, экспозиция будет меняться каждые два месяца.
Выходы
Станция расположена на пересечении улиц Словацкого и Попелушко, рядом с торговым центром Гала Маримонска. Выход с северной стороны направлен в сторону шоссе Армии Крайовой, оборудован лифтами. На обоих концах станции предусмотрены стационарные лестницы и эскалаторы. Проект станции — работы конструкторского бюро AiB, главный проектировщик Здислав Костржева, интерьер — работы Агнешки Садковской и Мирослава Духовского агентства 3A.
Последние приготовления к открытию
- 28 ноября 2006 года на станции прошло тестирование системы пожарной сигнализации. Команда Муниципальной Государственной противопожарной службы в Варшаве заявила, что система работает должным образом и станция прошла все испытания без оговорок. 6 декабря 2006 года службы по эксплуатации и обслуживанию линии начали работы на станции.
- 13 декабря 2006 года Комитет метрополитена принял от подрядчика станцию «Марымонт». 11 декабря был подписан протокол приемки туннеля В19.
- 29 декабря 2006 года Управление строительства выдало разрешение на использование станции «Марымонт». В тот же день мэр Варшавы Х. Гронкевич-Вальц приняла решение о подключении станции в систему пассажирских перевозок[4].

## Технические характеристики станции
- Длина станции - 156 м.
- Ширина станции - 21 м.
- Глубина - 13,2 м ниже уровня земли.

## История
- Дата начала строительства - 9 апреля 2005 года.
- Дата завершения - 21 ноября 2006 года.
- Дата ввода станции для пассажирских перевозок - 29 декабря 2006 года.
- Стоимость строительства станций и тоннелей - 56 889 723 злотых.

Вблизи станции расположены:
торговый центр Гала Маримонска
Главная школа пожарной службы
Парк Каскад
Варшавское городское автобусное управление